# Dick Fulmine
Dick Fulmine est une série de bande dessinée italienne créée par le journaliste Vincenzo Baggioli et le dessinateur Carlo Cossio. Publiée à partir de mars 1938 dans l'hebdomadaire L'Audace, elle a été animée par plusieurs auteurs jusqu'à la parution de sa dernière histoire originale en 1955.
Créée pour pallier le manque de séries américaines après un embargo imposé par la censure mussolinienne, Dick Fulmine reprend de nombreux codes du comic strip d'aventure d'alors. Son héros éponyme est un grand Italo-Américain musclé qui affronte à Chicago puis dans le monde entier des ennemis plus machiavéliques l'un que l'autre, généralement non Occidentaux, avec une orientation politique claire à la fin de la Seconde Guerre mondiale.
Extrêmement populaire en Italie jusqu'à l'immédiat après-guerre, Dick Fulmine a été publié dans plusieurs publications francophones au cours des années 1940 sous le nom Alain la Foudre. Depuis les années 1960, cette série est considérée comme raciste et trop ouvertement fasciste.